# 英國電腦學會
英國電腦學會（英語：British Computer Society，縮寫：BCS）成立於1957年，代表資訊科技業者的團體。它是最大的以英國為基地的電腦領域團體現有7萬名會員分佈在100个国家和地区。專業會員分為專業級會員（英文：Professional Member，縮寫：MBCS）和會士級會員（英文：Fellow of the British Computer Society，縮寫：FBCS）。

## 香港分會
英國電腦學會（香港分會）成立於1991年，在香港提供一個平台以便香港的會員聯繫及溝通，並為英國電腦學會總部在香港建立專業風範。母會英國電腦學會為資訊科技界的專業人士及註册工程師學會的業界團體。一直以來，香港分會為會員組織了很多活動及聚會，並積極參與資訊科技有關的公開或政府邀請的諮詢。香港分會現有約一千名會員。